# Peperomia cundinamarcana
Peperomia cundinamarcana är en pepparväxtart som beskrevs av Trel. & Yunckcr. Peperomia cundinamarcana ingår i släktet peperomior, och familjen pepparväxter. Inga underarter finns listade i Catalogue of Life.